# Santa María la Vega
Santa María la Vega är en ort i Mexiko.   Den ligger i kommunen Cacahoatán och delstaten Chiapas, i den sydöstra delen av landet, 900 km sydost om huvudstaden Mexico City. Santa María la Vega ligger 969 meter över havet och antalet invånare är 328.
Terrängen runt Santa María la Vega är kuperad söderut, men norrut är den bergig. Runt Santa María la Vega är det ganska tätbefolkat, med 155 invånare per kvadratkilometer. Närmaste större samhälle är Cacahoatán, 8,3 km söder om Santa María la Vega. I omgivningarna runt Santa María la Vega växer i huvudsak städsegrön lövskog.